# 용지초등학교 (전북)
용지초등학교는 대한민국 전북특별자치도 김제시 용지면 구암리에 있는 공립 초등학교이다.

## 학교 연혁
- 1928년 6월 10일 용지공립보통학교로 개교
- 1938년 4월 1일 용지공립심상소학교로 개칭
- 1941년 4월 1일 용지공립국민학교로 개칭
- 1950년 6월 1일 용지국민학교로 개칭
- 1981년 3월 9일 병설유치원 개원
- 1996년 3월 1일 용지초등학교로 개칭
- 2001년 3월 1일 용암초등학교 통폐합
- 2003년 3월 20일 본관 2층 동사 신축 준공
- 2006년 9월 13일 디지털도서관 개관
- 2013년 3월 1일 제29대 이원준 교장 부임
- 2014년 2월 13일 제81회 졸업식(총 8,277명)
- 2017년 2월 10일 제84회 졸업식(총 8,312명)

## 참고 자료
- 용지초등학교 - 한국교육학술정보원 학교알리미